# Benjamin Marius Vlielander Hein (1914-1992)
Benjamin Marius Vlielander Hein, heer van Rockanje (Den Haag, 29 januari 1914 - 16 maart 1992) was navigator bij 72 bombardementsvluchten tijdens de Tweede Wereldoorlog.

## Familie
Benjamin Vlielander Hein was een lid van het geslacht Hein en een zoon van luitenant-ter-zee Johan Wilhelm Vlielander Hein (1881-1941) en Digna Jacoba Mijer (1883-1969). Hij trouwde in 1944 met Doreen Adelaide Glass (1920) en in 1958 Ellen Ruth Freydanck Oesinger (1924). Uit het tweede huwelijk werden twee dochters geboren, Henriette Marie Vlielander Hein (1/5/1959) en Digna Vlielander Hein (3/4/1961).

## Leven en werk
Ben Vlielander Hein bezocht het Nederlandsch Lyceum in Den Haag, waar hij bevriend raakte met Chris Krediet en de iets jongere Erik Hazelhoff Roelfzema. Daarna werkte hij bij de KLM in Colombo.

### Oorlogsjaren
Op 22 september 1940 kwam Vlielander Hein in dienst bij de Koninklijke Marine, die tijdens de oorlog viel onder het ministerie van Marine in Londen. Op 28 maart 1944 werd hij overgeplaatst naar de Marine Luchtvaartdienst in Engeland. Hij werd als luitenant ter zee tweede klasse ingedeeld bij het 139 PFF Squadron in Upwood, Cambridgeshire, en werd navigator. Samen met zijn schoolvriend Erik Hazelhoff Roelfzema deed hij 72 bombardementsvluchten in een De Havilland Mosquito van de Royal Air Force voor de Pathfinders.

### Na de oorlog
Ben Vlielander Hein werd inspecteur bij de KLM. Hij overleed aan kanker.

## Onderscheidingen
- Distinguished Flying Cross, 24 september 1945
- Vliegerkruis, 15 maart 1948[1]